# Марлон Мустафа
Суліман-Марлон Мустафа (нім. Suliman-Marlon Mustapha, нар. 24 травня 2001, Відень, Австрія) — австрійський футболіст, нападник німецького клубу «Майнц 05».

## Ігрова кар'єра

### Клубна
Марлон Мустафа є вихованцем австрійського клубу «Зальцбург», з якого він у 2018 році перебрався до Німеччини, де приєднався до клубу «Майнц 05» і продовжив грати у молодіжній команді німецького клубу.
Перед початком сезону 2021//2 для набору ігрової практики футболіст повернувся до австрійського чемпіонату, де на правах оренди провів повний сезон у клубі «Адміра Ваккер». Через рік футболіст повернувся до «Майнца» і в серпні 2022 року дебютував у німецькій Бундеслізі.

### Збірна
У жовтні 2021 року Марлон Мустафа дебютував у складі молодіжної збірної Австрії.